# Ronald Okeden Alexander
Ronald Okeden Alexander, kanadski general, * 1888, † 1949.